# Estat de Veracruz
Veracruz és un dels 31 estats que constitueixen Mèxic. És a la costa est del país i limita al nord amb Tamaulipas, al sud amb Oaxaca, Chiapas i Tabasco, i a l'oest amb estat de Puebla, Hidalgo i San Luis Potosí. La capital n'és Xalapa-Enríquez. Amb 7,0 milions d'habitants és la tercera entitat política més poblada de la nació, després de l'Estat de Mèxic i el Districte Federal. El nom complet de l'estat és Veracruz de Ignacio de la Llave, en honor del general Ignacio de la Llave qui va morir el 1863 defensant l'estat durant la invasió francesa.
És un estat ric en recursos naturals. És líder en producció agrícola (primer lloc del país en canya de sucre, arròs, taronja, pinya americana, llimona persa, vainilla; el segon lloc en cafè, tabac i papaia; i és un important productor de blat de moro, soia, cogombre, síndria, mango i plàtan). És líder també en producció de bestiar boví, en la indústria forestal i en la indústria pesquera. També posseeix importants jaciments petroliers al sud. Veracruz també és un important estat pel comerç de Mèxic, ja que el Port de Veracruz és el port més important de la costa est.